# 디모테오에게 보낸 둘째 편지
디모테오에게 보낸 둘째 편지, 디모테오에게 보낸 둘째 서간,디모데후서는 신약성경의 서신이다. 목회서신 중 하나로 분류되며, 전통적으로는 사도 바울로가 작성한 바울로 서신으로 인정된다. 사도 바울로의 동역자인 디모테오에게 보내진 편지로 바울로의 마지막 저작으로 본다. 코이네 그리스어로 작성되었다.
디모테오에게 보낸 편지들을 비롯해 목회서신들은 바울로가 썼다는 것이 전통적인 견해이지만, 19세기 초반부터 이 책들이 바울로의 이름을 빌린 익명의 저자에 의해 쓰여졌다는 견해가 나타났다. 이들은 '그리스도인의 하나됨'이라는 주제를 책 안에서 전혀 다루고 있지 않다는 것이 그 근거 중 하나이다. 또한, 이 책에서 다루는 교회의 구조가 바울로 당시의 초대교회에서 이루어졌으리라 생각되는 것 보다 더욱 발전된 형태라는 것 역시 근거로 제시된다. 하지만 모두가 이러한 주장에 동의하는 것은 아니며, 여전히 바울로의 서신이라고 생각하는 학자들 역시 유의미하게 많다.

## 내용
- 1장 : 디모테오에 대한 문안 인사

순수한 믿음에 대한 감사
- 2장 : 그리스도인의 고난에 대한 언급
- 3장 : 마지막 날에 대한 언급

이단자들에 대한 언급
성경(구약성경)의 권위에 대한 강조
- 4장 : 디모테오가 사목을 끝까지 해내기를 바라는 격려, 믿음 생활의 유지

## 저작성
많은 현대 학자들은 디모테오에게 보낸 첫째 편지와 디도에게 보낸 편지를 포함해 이 책까지 전부 바울로의 저작이 아니라고 생각한다. 이들은 이 책이 서기 90년에서 140년 사이 익명의 저자에 의해 쓰여졌을 것이라고 본다. 이 익명의 저자를 목회서신에서 따와 '목자'라고 부르기도 한다.
이 책은 다른 목회서신들과 비교할 때 그 주제나 언어에서 차이가 있으며, 오히려 다른 후기 바울로 서신들과 더 유사하다. 특히 옥중서신이라고도 하는 필립비인들에게 보낸 편지, 필레몬에게 보낸 편지, 골로사이인들에게 보낸 편지, 에페소인들에게 보낸 편지의 네 책과의 유사성이 주목된다. 이러한 관찰은 목회서신이 모두 익명의 저자에 의해 쓰여진 것은 아닐 수 있어도, 디모테오에게 보낸 둘째 편지가 나머지 두 목회서신과 다른 저자를 갖는다는 근거로 활용된다. 특히 레이몬드 브라운은 바울로의 말년을 함께한 동역자가 이 책을 썼으리라 본다.

## 같이 보기
- 성경 영감설
- 디도에게 보낸 편지
- 디모테오에게 보낸 첫째 편지